# Zhumadian, Anhui
Zhumadian (kinesiska: 朱马店) är en köping i östra Kina. Den ligger i Fengtai härad i staden Huainan i provinsen Anhui, omkring 140 kilometer nordväst om provinshuvudstaden Hefei. Antalet invånare är 31073. Befolkningen består av 14 953 kvinnor och 16 120 män. Barn under 15 år utgör 23,0 %, vuxna 15-64 år 64 %, och äldre över 65 år 12,0 %.